# 烏拉圭犬牙石首魚
烏拉圭犬牙石首魚為輻鰭魚綱鱸形目鱸亞目石首魚科的其中一種，分布於西南大西洋區，從巴西至烏拉圭、阿根廷海域，棲息深度可達194公尺，體長可達50公分。